# Soldier Hollow

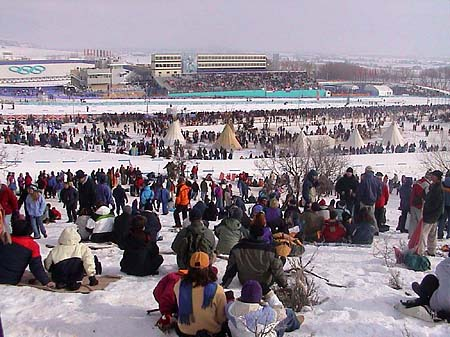
Olympische Winterspiele in Soldier Hollow am 19. Februar 2002

Soldier Hollow ist ein nordisches Wintersportgebiet im US-amerikanischen Bundesstaat Utah. Es liegt nahe der Stadt Midway im Wasatch Mountain State Park. Neben zahlreichen Loipen mit unterschiedlichem Schwierigkeitsgrad besitzt Soldier Hollow auch einen Schießstand für Biathlon.
Während der Olympischen Winterspiele 2002 wurden in Soldier Hollow die Langlauf- und Biathlonwettbewerbe sowie der Langlauf der nordischen Kombination ausgetragen. Probleme bereitete manchen Sportlern die ungewohnte Höhenlage von 1700 bis 1800 m.
Gegenwärtig werden die Sportanlagen von Soldier Hollow touristisch genutzt sowie für verschiedene Wettbewerbe wie den nationalen US-amerikanischen Langlaufmeisterschaften. Das Gebäude der Langläufer dient als Schule mit sportlichen Schwerpunkten auf Langlauf und Biathlon.
2017 fand mit den Langlauf-Wettbewerben der Nordischen Junioren-Skiweltmeisterschaften zum ersten Mal seit Olympia 2002 wieder eine internationale Wintersportveranstaltung in Soldier Hollow statt. Im Februar 2019 wurden im Rahmen des Biathlon-Weltcups 2018/19 wieder Rennen der höchsten Kategorie einer Sportart in dem Resort ausgetragen. Im März 2024 war Soldier Hollow erneut Teil des Weltcups im Rahmen der Saison 2023/24.